# Bromocyjan
Bromocyjan – nieorganiczny związek chemiczny z grupy pseudohalogenów. Stosowany w czasie I wojny światowej jako bojowy środek trujący. Współcześnie używa się go jako odczynnik do sekwencjonowania peptydów poprzez selektywne zrywanie wiązań peptydowych powstałych z udziałem grup karboksylowych (C-koniec) metioniny.
Związek ten jest bardzo reaktywny i nietrwały. W wodzie hydrolizuje powoli (szybciej w roztworach alkalicznych). Podczas przechowywania polimeryzuje tworząc produkt nietoksyczny.
Otrzymywanie:
2 NaCN + 2 Br2 → (CN)2 + Br2 + 2 NaBr → 2 BrCN + 2 NaBr
Objawy i mechanizm działania są identyczne jak w przypadku cyjanowodoru. W niskich stężeniach (rzędu 10−3 mg/dm³) działa drażniąco na błony śluzowe oczu i dróg oddechowych.